# SD Huesca
Sociedad Deportiva Huesca, S.A.D. ali preprosto Huesca je španski nogometni klub iz mesta Huesca v pokrajini Aragoniji. Ustanovljen je bil leta 1960 in trenutno igra v La Ligi, 1. španski nogometni ligi.
Huesca je v svoji zgodovini preigrala 30 sezon v 3. ligi, 16 sezon v 2. B ligi, 8 sezon v 2. ligi, po sezoni 2017/18 pa je prvič igrala v 1. ligi, potem, ko je po koncu sezone osvojila drugo mesto v 2. ligi. Po prvi sezoni v La Ligi je nato izpadla v drugo ligo, kjer je po koncu naslednje sezone osvojila naslov prvaka in se zopet vrnila v 1. ligo.
Domači stadion Huesce je El Alcoraz, ki sprejme 5.500 gledalcev. Barvi dresov sta modra in rdeča. Nadimka nogometašev sta Oscenses (španski izraz za povezanca s Huesco") in Azulgranas ("Modrordeči").